# Interstate 295 (District de Columbia)
Pour les articles homonymes, voir Interstate 295.
L'Interstate 295 (I-295) est une autoroute inter-états américaine du District de Columbia et du Maryland, auxiliaire à l'I-95.

## Description du tracé
|       | mi  | km  |
| ----- | --- | --- |
| MD    | 0,8 | 1,3 |
| DC    | 5,2 | 8,4 |
| Total | 6,0 | 9,7 |

### Maryland
Bien que l'I-295 débute officiellement à la jonction avec la Capital Beltway (I-95 / I-495), une paire de deux rampes relient le terminus sud de la route à la MD 210, tout près. Au nord de l'échangeur avec la Capital Beltway, l'I-295 entre dans le District de Columbia. La route ne parcourt que 0,8 mile (1,3 km) au Maryland.

### District de Columbia
Passant à l'ouest et au nord de Oxon Cove Park et de Oxon Hill Farm, la route longe le fleuve Potomac, en passant dans le quadrant sud-est de Washington DC. Elle passe près de Shepard Parkway et forme la frontière est de la Joint Base Anacostia–Bolling. Près de la limite sud du Anacostia Park, la route bifurque à l'est et longe la rivière Anacostia, croisant South Capitol Street près de l'endroit où cette dernière traverse la rivière.
Alors qu'elle se trouve dans le parc, l'I-295 rencontre la jonction avec l'I-695 et la DC 295. C'est à cet endroit que l'I-295 prend fin alors que la route se poursuit au-delà du terminus comme DC 295, devenant ultimement la Baltimore-Washington Parkway jusqu'à Baltimore.

## Liste des sorties
| Interstate 295    |                |      |      |                                         |                                                                             | |
| Comté             | Municipalité   | mi   | km   | Sortie                                  | Intersections / Destinations                                                | Notes |
| Prince George, MD | Oxon Hill      | 0,00 | 0,00 | —                                       | Vers MD 210 (en) – Indian Head                                              | La route continue au-delà du terminus                                                                     |
| Prince George, MD | Oxon Hill      | 0,00 | 0,00 | 1                                       | I-95 / I-495 – Baltimore, Richmond, Alexandria, National Harbor             | Indiqué sortie 1A (nord), 1B (National Harbor) et 1C (sud); sortie 2B de l'I-95 / I‑495 (Capital Beltway) |
|                   |                | 0,80 | 1,29 | Frontière Maryland–District de Columbia | Frontière Maryland–District de Columbia                                     | Frontière Maryland–District de Columbia                                                                   |
| 0,00              | 0,00           |      |      | Frontière Maryland–District de Columbia | Frontière Maryland–District de Columbia                                     | Frontière Maryland–District de Columbia                                                                   |
| Washington, DC    | Washington, DC | 1,29 | 2,08 | 1                                       | Laboratory Road – U.S. Naval Research Lab, DC Water, Blue Plains            | |
| Washington, DC    | Washington, DC | 2,97 | 4,78 | 2                                       | South Capitol Street / Malcolm X Avenue / Dorthea Dix Avenue – JBAB, DHS    | Indiqué sortie 2A (South Capitol Street) et 2B (Malcolm X Avenue / Dorthea Dix Avenue) en direction sud   |
| Washington, DC    | Washington, DC | 4,34 | 6,98 | 4                                       | Suitland Parkway / South Capitol Street – Nationals Park, JBAB, DHS USCG HQ | |
| Washington, DC    | Washington, DC | 5,03 | 8,10 | 5A                                      | I-695 ouest vers I-395 – Centre-ville                                       | Terminus est de l'I-695 (future I-395)                                                                    |
| Washington, DC    | Washington, DC | 5,03 | 8,10 | 5C                                      | 11th Street SE / MLK Jr. Avenue                                             | |
| Washington, DC    | Washington, DC | 5,03 | 8,10 | 5B                                      | DC 295 (en) nord vers US 50 / I-95                                          | La route continue au-delà du terminus                                                                     |
|                   |                |      |      |                                         |                                                                             | |